# Clodius Aesopus
Pour les articles homonymes, voir Clodius et Ésope.
Clodius Aesopus, surnommé Ésope était un célèbre acteur romain du Ier siècle avant notre ère. Il fut contemporain et ami de Cicéron et rival de Roscius. Il excella dans la tragédie et amassa d'immenses richesses. Si ses dates de naissance et de décès restent toutefois incertaines, son nom semble indiquer qu'il a pu être un affranchi de la gens des Claudii.

## Carrière de comédien

### Commentaires des contemporains
Plutarque rapporte qu'Aesopus, alors qu'il représentait Atrée délibérant sur la manière de se venger de Thyestes dans la tragédie éponyme, s'oublia tellement dans le feu de l'action qu'il frappa et tua de sa matraque un serviteur qui traversait la scène. Horace et d'autres auteurs mettent Ésope sur le même plan que Roscius, chacun étant prééminent dans son domaine : Roscius dans la comédie, étant plus rapide en ce qui concerne l'action et la prononciation (pronuntiatio), Ésope dans la tragédie, étant plus lourd.

### Manière de jouer
Ésope se donnait beaucoup de mal pour se perfectionner dans son art par diverses méthodes. Il étudiait assidûment l'expression des émotions dans la vie réelle : lorsqu'un procès important avait lieu, par exemple, lorsque Hortensius devait plaider, il était constamment présent afin d'observer et d'être en mesure de représenter plus fidèlement les sentiments qui étaient manifestés en de telles occasions. On dit qu'il ne mettait jamais le masque du personnage qu'il devait interpréter sans l'avoir d'abord regardé attentivement de loin pendant un certain temps, afin que, lorsqu'il jouait, sa voix et son action soient parfaitement conformes à l'apparence qu'il devait avoir. Cette anecdote confirme peut-être l'idée selon laquelle les masques ne furent introduits que tardivement dans le théâtre régulier de Rome et n'ont pas toujours été utilisés, même pour les personnages principaux; selon Cicéron, Aesopus excellait dans la puissance du visage et le feu de l'expression, ce qui n'aurait évidemment pas été visible s'il n'avait joué qu'avec un masque.
D'après l'ensemble du passage de Cicéron et les anecdotes rapportées au sujet d'Aesopus, son jeu semble avoir été caractérisé principalement par une forte emphase et de la véhémence. Dans l'ensemble, Cicéron le qualifie de summus artifex (qui pratique le métier avec grande maîtrise) et dit qu'il était apte à jouer un rôle de premier plan aussi bien dans la vie réelle que sur la scène. Il ne semble pas qu'il ait jamais joué dans des comédies. Valerius Maximus qualifie Aesopus et Roscius de « ludicrae artis peritissimos viros », mais cela pourrait simplement désigner l'art théâtral en général, y compris la tragédie et la comédie. Fronto l'appelle Tragicus Aesopus. D'après la remarque de Cicéron, cependant, il semblerait que le personnage d'Ajax était un peu trop tragique pour lui.
Comme Roscius, Aesopus jouissait de l'intimité du grand acteur, qui l'appelle noster Aesopus, noster familiaris; et ils semblent avoir cherché, dans la société de l'un et de l'autre, à se perfectionner, chacun dans son art respectif. Pendant son exil, Cicéron reçut de nombreuses et précieuses marques de l'amitié d'Aesopus. Une fois, en particulier, alors qu'il devait jouer le rôle de Telamon, banni de son pays, dans l'une des pièces de Lucius Accius, le tragédien, par sa manière, son accent habile et un changement occasionnel de mot, ajouta à la réalité évidente de ses sentiments et réussit à amener le public à appliquer l'ensemble au cas de Cicéron, et lui rendit ainsi un service plus essentiel que n'aurait pu le faire une défense directe de sa personne. En une autre occasion, au lieu de « Brutus qui libertatem civium stabiliverat », il remplaça Tullius, et l'auditoire exprima son enthousiasme en encensant le passage « un millier de fois ».

## Décès
La date et l'âge de la mort d'Aesopus ne peuvent être déterminés avec certitude. Toutefois, lors de la dédicace du théâtre de Pompée en 55 av. J.-C., il semble avoir été âgé, car il se serait retiré de la scène, et son jeu n'a pas semblé très délicat : pourtant, d'après le passage, la mauvaise santé ou l'âge semble avoir été la raison de son retrait.
À cette occasion cependant et en l'honneur de la fête, il apparut de nouveau. Mais au moment où il arrivait à l'une des parties les plus emphatiques, le début d'un serment, sa voix lui manqua et il ne put aller jusqu'au bout de son discours. Il était manifestement incapable de continuer, de sorte que n'importe qui l'aurait facilement excusé : une chose que, comme le laisse entendre le passage de Cicéron, un public romain ne ferait pas pour des interprètes ordinaires.

### Héritage
Aesopus, bien que loin d'être frugal, accumula comme Roscius, une immense fortune grâce à sa profession. Il laissa environ 200 000 sesterces à son fils Clodius, qui se révéla fort dépensier. On dit, par exemple, qu'il prit une perle précieuse dans la boucle d'oreille de Caecilia Metella, la dissout dans du vinaigre et la but,,,,. La relation du gendre de Cicéron, Publius Cornelius Dolabella, avec la même dame a sans doute accru la détresse de Cicéron face aux agissements erratiques du fils de son vieil ami,.